# Marc Botenga
Marc Botenga   (Brussel·les, 29 de desembre de 1980) és un polític belga membre del Partit dels Treballadors de Bèlgica. Des del 2019 és diputat de la IX Legislatura del Parlament Europeu formant part del grup L'Esquerra en el Parlament Europeu.

## Biografia
Va estudiar dret a la Universitat Lliure de Brussel·les. El 1998, va participar en el moviment que reclamava el cessament del ministre de l'Interior belga, Louis Tobback, després de l'assassinat de l'exiliada nigeriana Semira Adamu per part de la policia. Més endavant, va participar en la mobilització obrera contra el tancament de l'empresa siderúrgica Forges de Clabecq.
Després de la crisi del deute europeu que va començar el 2010, Botenga va començar a implicar-se més en la política europea participant en accions de suport polític a Grècia. El 2016 es va convertir en assessor polític del grup parlamentari europeu GUE/NGL.
Botenga és diputat europeu des de les eleccions de 2019. Des de llavors, és membre de la Comissió d'Indústria, Recerca i Energia i de la delegació a l'Assemblea Parlamentària Paritària. Dona suport a la Iniciativa Ciutadana Europea Right to cure.